# Amic Energy
Amic Energy (стилізовано AMIC ENERGY) — австрійська компанія, що є власником мережі із понад 470 автозаправних станцій мобільного та роздрібного обслуговування та 55 зарядних станцій для електромобілів в Австрії, Латвії, Литві, Польщі та Україні. Штаб-квартира компанії розташована у Відні. За даними на 2020 рік, Amic Energy була п'ятою за обсягами реалізації мережею в Україні та займала 6,7 % українського паливного роздрібного ринку.

## Історія

### Створення
Компанія Amic Energy Management GmbH була заснована у 2013 році. Вона розпочала свою діяльність як інвестиційна компанія, що шукала дешеві та проблемні активи для їх подальшої реструктуризації. Однією зі стратегічних цілей компанії було визначено інвестування в недооцінені активи в Центральній та Східній Європі, зокрема в секторі енергетичної інфраструктури. На початковому етапі компанія розглядала інвестиції в електростанції в Румунії та Болгарії, а також в інші проєкти в Польщі. Однак у 2014 році, з початком оголошення «Лукойлом» про продаж своїх активів у Східній Європі, Amic Energy зацікавилася можливістю придбати мережу АЗС в Україні. Коментуючи плани щодо продажу активів у Східній Європі в липні 2014 року, керівництво «Лукойлу» заявляло, що має намір зосередитися на російських проєктах, оскільки західні санкції проти російського бізнесу ускладнювали доступ компанії до капіталу. З 2014 року «Лукойл» продав активи в Чехії, Україні, Естонії, Латвії, Словаччині, Литві, Польщі та Угорщині. Так, зокрема, активи «Лукойл» у Чехії придбала угорська MOL Group, в Угорщині та Словаччині — угорська компанія Norm Benzinkút Kft, в Естонії — місцева мережа Olerex.

### Придбання активів в Україні
У липні 2014 року стало відомо, що Amic Energy досягла принципової домовленості з компанією «Лукойл» про купівлю 100 % участі в ПІІ «Лукойл-Україна», що володіла приблизно 240 АЗС та 6 нафтобазами на території України. На той час «Лукойл» займав 6 % ринку роздрібних продажів в Україні, поступаючись лише мережам АЗС групи Приват, компаній WOG та ОККО. Загальна сума угоди була оцінена у 280 мільйонів доларів. Перевірка компанії тривала 9 місяців та у квітні 2015 року Антимонопольний комітет України надав дозвіл компанії Amic Energy Management GmbH (Відень, Австрія) на отримання контролю над ПІІ «Лукойл-Україна» (Київ). У травні 2015 року ПІІ «Лукойл-Україна» змінило назву на ПІІ «Амік Україна» (Amic Ukraine CFI), а АЗС компанії розпочали ребрендинг.

### Придбання активів у Латвії, Литві та Польщі
У лютому 2016 року стало відомо, що Amic Energy досягла угоди з Lukoil Europe Holdings BV щодо придбання мережі з приблизно 230 АЗС у Латвії, Литві та Польщі, що належали компаніям UAB Lukoil Baltija в Литві, SIA Lukoil Baltija R в Латвії та Lukoil Polska sp. z o.o. в Польщі. Керівництво «Лукойлу» пояснювало свої плани щодо продажу активів у Латвії та Литві антиросійськими настроями в цих країнах. У квітні 2016 року було повідомлено про закриття угоди.
За умовами угоди, управління роздрібними мережами в Латвії та Литві здійснюватиметься компаніями AS Viada Baltija (Латвія) та UAB Luktarna (Литва) відповідно. У 2018 році Amic Polska розпочала ребрендинг АЗС у Польщі зі зміною бренду на Amic Energy. Ребрендинг було завершено в липні 2019 року. У жовтні 2019 року Amic Energy придбала дві АЗС компанії BP у Цешині (Польща), довівши кількість своїх станцій у Польщі до 116.

### Російське вторгнення в Україну (2022)
Від початку російського вторгнення в Україну 2022 року компанія Amic Energy продовжувала забезпечувати паливом споживачів на АЗС та критичну інфраструктуру країни, зокрема реалізуючи авіапальне для Сил оборони України. Станом на 25 лютого 2022 року було знищено дві АЗС «Амік Україна», розташовані біля Антонівського мосту в Херсоні, через який проходили російські війська. 28 лютого 2022 року була обстріляна нафтобаза компанії в Бородянці (Київська область). Як стало відомо пізніше, «Амік Україна» самостійно звернулася до уряду, щоб надати координати Збройним силам України для знищення палива на нафтобазі після того, як на базу увійшли російські війська. За оцінкою компанії, у результаті обстрілу нафтобази було втрачено активи компанії на суму приблизно 4 мільйони євро. Станом на лютий 2023 року, були пошкоджені, пограбовані або знищені 36 АЗС компанії та ще 19 опинилися під тимчасовою окупацією. За оцінкою компанії станом на квітень 2023 року, через бойові дії постраждали активи компанії на суму приблизно 20 мільйонів євро (заправки, нафтобаза та паливо).

### Позов до Європейського суду з прав людини
У січні 2023 року ПІІ «Амік Україна» подала позов до Європейського суду з прав людини (ЄСПЛ) проти Росії. У позові компанія заявила про ворожі дії проти мирного населення України та її суверенної території, а також проти працівників Amic Energy та підприємства загалом, які свідчать про грубе порушення Росією статті 1 Протоколу 1 до Європейської конвенції з прав людини, яка гарантує право на мирне володіння майном. Зокрема, після незаконного захоплення російськими військами окремих територій Донецької, Херсонської та Запорізької областей України, майно ПІІ «Амік Україна» було захоплено, розграбовано та в деяких випадках знищено російською армією та окупаційною владою, що контролюється країною-терористом. Попередній розмір заявлених збитків у позові складає понад 300 мільйонів гривень (8,5 мільйона євро).
У квітні 2023 року стало відомо, що ЄСПЛ відкрив провадження за позовом ПІІ «Амік Україна» проти Росії. Справі присвоєно назву «Company with foreign investments Amic Ukraine v. Russia». Станом на квітень 2025 року справа за позовом ПІІ «Амік Україна» залишалася на розгляді ЄСПЛ. У квітні 2025 року Служба безпеки України оголосила підозри громадянину РФ Сергію Єлісєєву та колаборантам Володимиру Сальду і Сергію Раздрогіну у зв'язку із захопленням у 2022 році майна мереж АЗС, зокрема Amic Energy, під час тимчасової окупації територій Херсонської області.

### Розвиток мережі

#### В Україні
У листопаді 2022 року, після деокупації Херсона, Amic Energy відновила роботу в місті, запустивши першу зі своїх херсонських АЗС, у лютому 2023 року — другу. У 2022—2023 роках компанія також відновила зруйновані та пошкоджені російськими військами АЗС у Києві, Миколаєві та селі Герасимівка Сумської області. Станом на січень 2024 року було відновлено роботу 13 раніше пошкоджених АЗС.
На початку 2024 року Amic Energy в Україні оновила ряд АЗК у стилі лофт. Протягом 2024 року компанія модернізувала 12 АЗК в Україні з оновленим дизайном, зокрема у Волинській, Кіровоградській та Черкаській областях. Станом на квітень 2025 року в Україні працювало 201 АЗС Amic Energy, ще 13 АЗС залишалися пошкоджені або розташовані поблизу лінії фронту та 19 АЗС залишалися на тимчасово окупованих територіях.

#### У Польщі
Станом на 31 грудня 2023 року мережа Amic Energy у Польщі налічувала 118 АЗС. У вересні 2024 року було оновлено АЗС Amic Energy у Легниці. У жовтні 2024 року компанія оголосила про придбання 9 АЗС компанії Lux-Motor Oil у дев'яти різних населених пунктах Польщі, а також представила новий формат АЗС під брендом Amic Box у Ґабриеліні. Наприкінці 2024 року розпочався процес ребрендингу та інтеграції придбаних АЗС Lux-Motor Oil в мережу Amic Energy. Станом на листопад 2024 року польська мережа налічувала 128 АЗС під брендом Amic Energy. У квітні 2025 року було відкрито оновлену АЗС у Пшеводово-Парцеле, а в травні 2025 року — у Сьверково.
Станом на червень 2025 року на 70 АЗК Amic Energy у Польщі працювали ресторани Subway, на 10 АЗК — піцерії Sbarro. Співпраця Amic Energy з мережею Subway триває з 2018 року; Amic Energy є найбільшим франчайзі бренду Subway в Польщі. У грудні 2024 року було відкрито 69-й ресторан Subway на АЗК у Лешні, у травні 2025 року — 70-й ресторан на АЗК у Познані. Співпраця з мережею Sbarro розпочалася у 2022 році; у листопаді 2024 року відкрилися два нових заклади мережі — на АЗК у Вроцлаві та Варшаві, у березні 2025 року — перша в Польщі піцерія Sbarro у форматі drive-through на АЗК у Бжежні.

#### В Австрії
З 2020 року Amic Energy розвиває мережу швидкісних зарядних станцій для електромобілів. В Австрії компанія співпрацює зі Smatrics (дочірня компанія Verbund) і CPI Europe (колишня Immofinanz). Станом на березень 2025 року було відкрито 15 швидкісних зарядних станцій. Ще 5 станцій із 25 пунктами швидкісної зарядки планується відкрити впродовж 2025 року, зокрема в Маттерсбурзі, Айзенштадті, Фойтсберзі тощо. У 2025 році Amic Energy також встановила пункти швидкісної зарядки на території гіпермаркету Metro у Вінер-Нойштадті в межах окремої партнерської програми з Metro Austria та Smatrics.

## Соціальна відповідальність
За оцінкою компанії, від початку повномасштабного вторгнення станом на серпень 2024 року ПІІ «Амік Україна» надала понад 112 мільйонів гривень на підтримку уряду та народу України, військових підрозділів Сил безпеки й оборони, державних інституцій, благодійних організацій та персоналу. За підсумками 2024 року загальний обсяг благодійної допомоги, наданої Amic Energy в Україні із початку повномасштабного вторгнення, становив 126 мільйонів гривень.

### Допомога Силам оборони України
- За твердженням компанії, у 2022—2024 роках «Амік Україна» безоплатно передала понад 330 тисяч літрів палива підрозділам Збройних сил України, Служби безпеки, Національної поліції, Державної прикордонної служби, військовим адміністраціям та територіальним громадам різних областей[29]. Крім того, компанія безоплатно передавала на потреби ЗСУ комплекти військового одягу, бронежилети, тепловізори, захищені планшети, квадрокоптери, біноклі, системи радіоуправління Motorola, антидронову рушницю Antidron KVSG-6+ та інше[78][29].
- У вересні 2022 року «Амік Україна» підписала договір про благодійну допомогу з 242-м батальйоном ТрО (в/ч А4081), у лавах якого служать співробітники компанії, за яким упродовж періоду співпраці «Амік Україна» забезпечить потреби військового підрозділу на загальну суму 10 мільйонів гривень (еквівалент 265 тисяч євро)[79][78].
- У листопаді 2022 року «Амік Україна» та благодійний фонд «Razom for Ukraine» в рамках ініціативи «Razom з Amic» об'єднали зусилля для доставки засобів тактичної медицини та зв'язку для українських військових, а також гуманітарних вантажів у прифронтові населені пункти. Станом на грудень 2022 року Amic Energy передала фонду понад 20 тисяч літрів палива (еквівалент понад 1 мільйона гривень)[80].
- Навесні 2023 року «Амік Україна» стала генеральним партнером 11-го фестивалю «Тиждень австрійського кіно» в Києві за підтримки посольства Австрії в Україні[81][82]. Усі кошти, отримані з продажу квитків під час кінофестивалю, були подвоєні «Амік Україна» та переведені на спецрахунок НБУ на підтримку Збройних сил України[83]. За результатами 12-го фестивалю у 2024 році компанія також подвоїла суму від продажу квитків, перерахувавши її до Фонду Сергія Притули на закупівлю Starlink для 55-ї окремої артилерійської бригади «Запорізька Січ»[84]. У 2023 році фестиваль відбувся в Києві, Львові, Вінниці та Чернівцях[82], у 2024 — у Києві, Львові, Вінниці, Чернівцях та в Дніпрі[84]. У 2025 році фестиваль охопив Київ, Львів, Чернівці, Вінницю, Харків і Дніпро; окрім традиційних кінопоказів у кінотеатрах, фестиваль було також доповнено безкоштовними онлайн-показами стрічок минулих років на платформі Megogo. Після завершення кінофестивалю Amic Energy подвоїть суму, еквівалентну касовим зборам, та спрямує на підтримку України[85][86].
- На початку серпня 2023 року, разом із благодійним фондом Dignitas[i], Amic Energy запустила ініціативу «Mavic від Amic» («MAVIC від AMIC»)[ii] для забезпечення ЗСУ дронами DJI Mavic 3[87]. За умовами ініціативи, «Амік Україна» перераховувала 5 гривень із кожного паливного чека на закупівлю дронів DJI Mavic 3 (у варіаціях). Станом на лютий 2024 року Amic Energy спрямувала приблизно 8 мільйонів гривень на придбання перших 100 дронів DJI Mavic 3, що були передані на потреби ЗСУ[88]. У березні 2024 року в межах ініціативи додатково було профінансовано закупівлю та передано 25 дронів DJI Mavic 3T (Thermal)[89][90]. У червні 2024 року було додатково профінансовано та передано 75 дронів DJI Mavic 3[91]. Загалом, станом на вересень 2024 року, Amic Energy профінансувала понад 17 мільйонів гривень та передала 200 розвідувальних дронів до понад 110 військових підрозділів Сил безпеки й оборони[92]. Станом на березень 2025 року загальна сума коштів, спрямованих на закупівлю дронів, становила 24 мільйони гривень, а кількість переданих дронів DJI Mavic 3 (у варіаціях) — 250 одиниць[93].
- У квітні 2024 року Amic Energy укомплектувала тренувальний табір 3-ї окремої штурмової бригади ЗСУ, закупивши гранати та кулі страйкбольні, сейфи для зберігання зброї, засоби для чистки зброї, автомобільні шини, вогнегасники та іншу допомогу на загальну суму 550 тисяч гривень. Компанія також забезпечувала військових 3 ОШБр пальним на щомісячній основі[94][95].
- У листопаді 2024 року Amic Energy та Фонд Сергія Притули оголосили про новий формат співпраці в межах благодійної ініціативи «Незламна кава» для підтримки Сил оборони та безпеки України. На момент оголошення Amic Energy вже передала Фонду Сергія Притули 2,6 мільйона гривень на переобладнання перших чотирьох командно-штабних машин (КШМ) для військових[2], у січні 2025 року — кошти на обладнання ще трьох КШМ[96], у квітні 2025 року — ще чотирьох КШМ (на суму майже 1,4 мільйона гривень)[97]. Amic Energy також додатково профінансувала 1 КШМ, відмовившись від різдвяних святкувань і подарунків для бізнес-партнерів у грудні 2024 року[98]. Станом на квітень 2025 року загальний розмір доходу від продажу гарячих напоїв, спрямований у межах благодійної ініціативи «Незламна кава» (на мілітарний і гуманітарний напрями), становив понад 21 мільйон гривень[99][100]. У квітні 2025 року ініціатива «Незламна кава» здобула перемогу в номінації «Співпраця бізнесу та благодійного фонду» конкурсу «Відповідальна країна», організованого MMR.ua[101][102].

### Допомога на потреби відновлення
- У грудні 2022 року «Амік Україна» започаткувала благодійну ініціативу «Незламна кава», у межах якої дві гривні з кожної проданої чашки кави, чаю та інших гарячих напоїв на АЗК перераховувалися на відновлення Херсонської, Запорізької, Луганської та Донецької областей, зокрема на відбудову чи забезпечення шкіл, лікарень та інших соціально важливих об'єктів, які були пошкоджені чи знищені країною-агресором під час військового вторгнення до цих областей[103][104]. Станом на липень 2023 року, в рамках ініціативи «Незламна кава» було акумулювало понад 5,5 мільйона гривень на відбудову зруйнованих агресором соціально значущих об'єктів[105], а станом на лютий 2024 року — понад 9,7 мільйона гривень[106].

У травні 2024 року «Амік Україна» та Фонд Сергія Притули оголосили про початок співпраці у межах благодійної ініціативи «Незламна кава». В результаті колаборації компанії та фонду, зокрема, були укомплектовані укриття в Херсонській області та медичні заклади в Херсонській, Запорізькій і Донецькій областях. Станом на жовтень 2024 року «Амік Україна» передала Фонду Притули 12 412 076 гривень на потреби трьох областей. У листопаді 2024 року ініціативу «Незламна кава» було продовжено у новому форматі, спрямованому на підтримку Сил оборони та безпеки України.

### Допомога біженцям
- Amic Polska після російського вторгнення в Україну у 2022 році безплатно заправляла гуманітарний транспорт та автобуси з біженцями на своїх АЗС та поставляла паливо благодійній організації «Карітас», яка щоденно перевозила гуманітарну допомогу на польсько-український кордон. Компанія також безплатно надавала речі першої потреби для біженців. У межах Клубу водіїв (споживачів, які мають відповідну картку Amic Polska) польська компанія запровадила добровільну конвертацію накопичених за програмою лояльності балів у злоті для передачі у фонди благодійної допомоги, водночас компанія подвоювала внески власним коштом[109].

### Допомога безпритульним тваринам
- Восени 2023 року «Амік Україна» в співпраці з благодійним фондом «12 вартових»[iii] розпочали колективну ініціативу зі стерилізації та вакцинації тварин, що мешкають на АЗК та навколишніх територіях. Ідея проєкту полягала в наданні необхідної медичної допомоги та догляду безпритульним тваринам на території України[110].

## Структура та власники
100 % акцій компанії Amic Energy Management GmbH належать Amic Energy Holding GmbH. Станом на 2015 рік, компанія Amic Energy Holding GmbH належала трьом громадянам Австрії: юристу Йоханнесу Клецль-Норбергу, інвестору Манфреду Кунце та банкіру Хайнцу Зернетцу. Станом на квітень 2022 року, власниками компанії були громадяни Австрії Гюнтер Майер, Йоханнес Клецль-Норберг, Андреас Зернетц і громадянин Ірландії Гіллен Філіп Ендрю. Наглядову раду компанії у 2015 році очолював Вольфганг Руттенсторфер, колишній керівник компанії OMV (2002—2011) та статс-секретар Федерального міністерства фінансів Австрії (1997—1999).
До структури компанії Amic Energy Management GmbH входять:
- Amic Electric GmbH (Австрія);
- SIA Amic Latvia (Латвія);
- UAB Amic Lietuva (Литва);
- Amic Polska sp. z o.o. (Польща);
- Amic Ukraine CFI (Україна).

## Пальне